# John Mortimer
John Clifford Mortimer (Hampstead, 21 aprile 1923 – Turville, 16 gennaio 2009) è stato un avvocato, drammaturgo, sceneggiatore e autore inglese.

## Biografia
Come autore è particolarmente noto per la serie di racconti con protagonista il barrister Horace Rumpole, che lavora presso l'Old Bailey a Londra. Mortimer creò il personaggio di Rumpole nel 1975 per il film per la televisione Rumpole of the Bailey all'interno della serie antologia della BBC Play for Today, in cui l'avvocato protagonista venne interpretato dall'attore australiano Leo McKern. Visto il successo del film in seguito fu creata la serie Le avventure di Bailey, andata in onda tra il 1978 e il 1992, dove Leo McKern riprese il ruolo di Horace Rumpole. Negli anni successivi Mortimer scrisse anche diverse serie di racconti con protagonista Rumpole.
Tra le altre sue opere è possibile citare il soggetto e la sceneggiatura di Paradise Postponed, la sceneggiatura di Un tè con Mussolini di Franco Zeffirelli e una serie radiofonica ispirata ai casi dell'avvocato Edward Marshall Hall recitata da Tom Baker.